# Simone, la mujer del siglo
Simone, la mujer del siglo (en francés: Simone, le voyage du siècle) es una película dramática biográfica francesa escrita y dirigida por Olivier Dahan. La película está protagonizada por Elsa Zylberstein, Rebecca Marder, Olivier Gourmet y Elodie Bouchez.

## Argumento
Se trata de una película biográfica sobre Simone Veil (1927-2017), política francesa, superviviente del holocausto y primera presidenta del Parlamento Europeo.

## Elenco
- Elsa Zylberstein como Simone Veil
  - Rebecca Marder como la joven Simone Veil ( née Jacob)
- Élodie Bouchez como Yvonne Jacob
- Judith Chemla como Milou Jacob
- Olivier Gourmet como Antoine Veil
  - Mathieu Spinosi como el joven Antoine Veil

## Producción
La película comenzó a rodarse el 9 de septiembre de 2019 y terminó 13 semanas después, el 4 de diciembre de 2020. Se filmó en París y La Ciotat así  como en Budapest, Hungría.

## Estreno
La película se estrenó en los cines de Francia por Warner Bros. Imágenes el 12 de octubre de 2022,en los Estados Unidos por Samuel Goldwyn Films . 